# Prionacalus iphis
Prionacalus iphis är en skalbaggsart som först beskrevs av White 1850.  Prionacalus iphis ingår i släktet Prionacalus och familjen långhorningar. Inga underarter finns listade i Catalogue of Life.